# جبال يان
جبال يان (بالإنجليزية: Yan Mountains)‏، المعروفة أيضًا باسمها الصيني يانشان^، هي سلسلة جبلية رئيسية شمال سهل الصين الشمالي، ولا سيما في مقاطعة خبي.

## جغرافية
يرتفع النطاق بين نهر تشوباي في الغرب وممر شانهاي في الشرق. تتكون هذه الجبال في الغالب من الحجر الجيري، والجرانيت، والبازلت. ويتراوح ارتفاعها من 400 إلى 1000 متر.
القمة الرئيسية، جبل ولينغ، على ارتفاع 2116 متر (6942 قدم) فوق مستوى سطح البحر، وتقع في مقاطعة شينغلونغ في خبي.